# L'amour viendra
„L'amour viendra” este un cântec al interpretei Celine Dion. Cântecul a fost scris de către Eddy Marnay, Amerigo Cassella și Dario Baldan Bembo și produs de Eddy Marnay și Rudy pentru albumul de debut al interpretei, La voix du bon Dieu (tradus Vocea bunului Dumnezeu). Piesa a fost lansată ca cel de-al treilea și ultimul single al materialului la începutul anului 1982 în Canada. „L'amour viendra” a fost inclus pe fața B a discului „Ce n'était qu'un rêve”, distribuit în Franța.

## Lista cântecelor
Disc de 7" distribuit în Canada
1. „L'amour viendra” – 4:20
2. „La voix du bon Dieu” – 3:22